# Hirtella kuhlmannii
Hirtella kuhlmannii é uma espécie de plantas com flores, que foi descrita pela primeira vez por Pilger. Hirtella kuhlmannii pertence ao gênero Hirtella e à família Chrysobalanaceae.
A espécie é encontrada no Brasil, mais especificamente, nos estados do Pará e de Mato Grosso.